# Furacão Lili
Furacão Lili foi ativo de 21 de setembro a 4 de outubro de 2002, entre o Caribe e Luisiana houve 13 mortes. Lili foi de Categoria 4 pela Escala de Furacões de Saffir-Simpson com ventos de 145 mph (230 km/h) e causou mais de 900 mil dólares de prejuízos.